# Carl Oberg
Carl Albrecht Oberg (Hamburgo, 27 de janeiro de 1897 – Flensburg, 3 de junho de 1965) foi um funcionário alemão da Schutzstaffel durante a era nazista. Serviu como Líder Sênior da SS e da Polícia (HSSPF) na França ocupada, de maio de 1942 a novembro de 1944, durante a Segunda Guerra Mundial, Oberg passou a ser conhecido como o Açougueiro de Paris. A partir de maio de 1942, sob as ordens de Reinhard Heydrich, Oberg ordenou a execução de centenas de reféns e a prisão e deportação de mais de 40.000 judeus da França para campos de extermínio, mais infamemente durante o Rafle du Vélodrome d'Hiver com a ajuda dos policiais franceses de Vichy.
Preso pela polícia militar americana no Tirol em julho de 1945, Oberg foi condenado à morte por dois tribunais diferentes: o britânico e o francês, antes de ser entregue aos franceses. Em 1958, a sua sentença  foi comutada para prisão perpétua e posteriormente reduzida para 20 anos de trabalhos forçados. Oberg acabou sendo libertado em 28 de novembro de 1962 e perdoado pelo presidente Charles de Gaulle. Ele morreu na Alemanha Ocidental em 3 de junho de 1965.

## Biografia
Carl Albrecht Oberg nasceu em Hamburgo em 27 de janeiro de 1897, filho de um médico e professor de medicina. Em agosto de 1914, alistou-se no exército e foi designado para a artilharia, servindo como oficial de bateria. Em novembro de 1915, ele foi comissionado como tenente lutando na Frente Ocidental e foi condecorado com a Cruz de Ferro em ambas as classes. Foi combatente nos Freikorps, conheceu Carl-Heinrich von Stülpnagel e participou ativamente do Kapp-Putsch em 1920. Ele trabalhou na manufatura como gerente de filial após a guerra até ser demitido em 1930. 

### Carreira nazista e Segunda Guerra Mundial

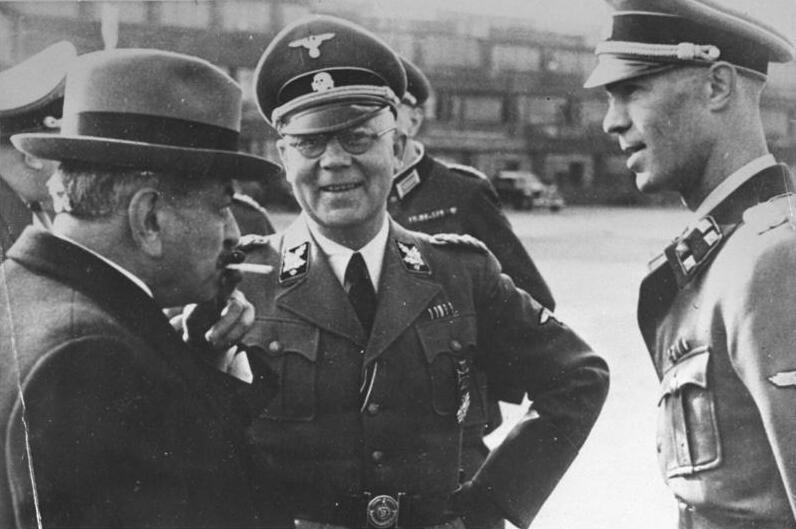
Oberg (centro) com o primeiro-ministro francês Pierre Laval e o SS-Sturmbannführer Herbert Hagen, quartel-general da polícia alemã em Paris, 1º de maio de 1943

Ele ingressou no Partido Nazista em 1º de abril de 1931 (N° 575.205) e nas SS em 7 de abril de 1932 (N° 36.075). Depois de conhecer Reinhard Heydrich em maio de 1933, ele pediu um emprego a Heydrich e ingressou no Sicherheitsdienst (SD). Oberg, juntamente com Werner Best, coordenou os assassinatos durante a Noite das Facas Longas. Oberg foi mais tarde promovido a SS-Oberführer e nomeado administrador da polícia de Hanôver. Ele serviu nessa posição de setembro de 1938 até janeiro de 1939. Oberg serviu então como presidente da polícia de Zwickau até o final de 1941. Ele serviu como SS-und Polizeiführer (SS e Líder da Polícia - SSPF), em Radom, no Governo Geral de agosto de 1941 a maio de 1942. Nesta função, foi responsável pelos trabalhadores forçados polacos e pela prisão de judeus no gueto de Radom. Oberg foi promovido a SS-Brigadeführer em 20 de abril de 1942.  

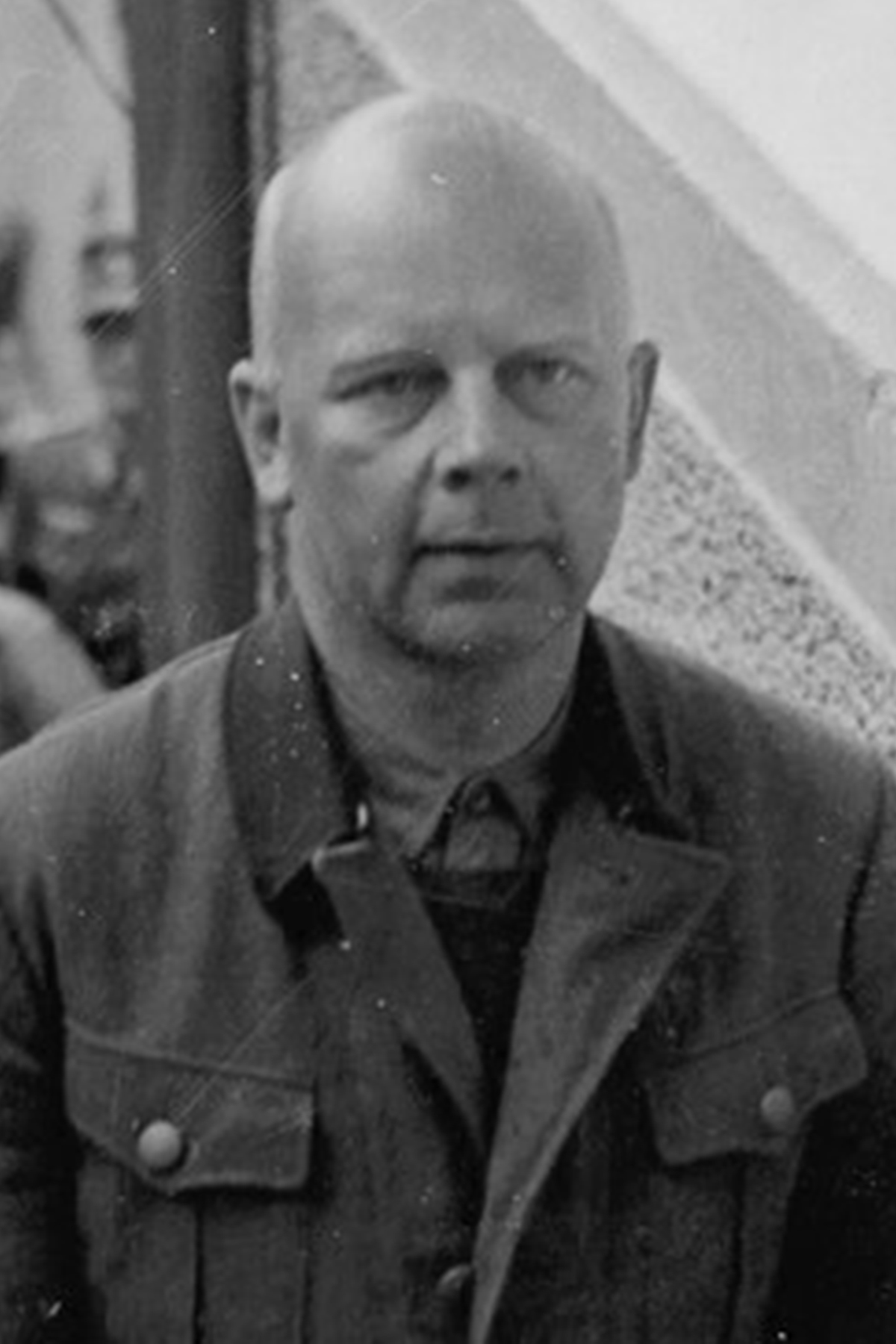
Carl Oberg preso em junho de 1945

De 5 de maio de 1942 a 28 de novembro de 1944,  Oberg serviu como SS Superior e Líder da Polícia (Höherer SS-und Polizeiführer, HSSPF) "Frankreich" (França) sobre todas as forças policiais alemãs na França, incluindo o SD e a Gestapo. Ele era a autoridade suprema na França para administrar a política antijudaica e a batalha contra a Resistência Francesa. Em 1942, logo após sua chegada, ele emitiu o decreto do distintivo judeu para identificação,  apoiou a prisão de 13.152 judeus no Vélodrome d'Hiver de Paris (Vel' d'Hiv Roundup) e ordenou a execução em massa de reféns em retribuição. por atos da resistência francesa.  Naquela época ele já havia sido condenado como o "Açougueiro de Paris".  Por ordem de Heydrich, Oberg deportou mais de 40.000 judeus do país com a ajuda da força policial francesa de Vichy liderada por René Bousquet.   
Em 18 de janeiro de 1943, Himmler exigiu a limpeza de Marselha com 100.000 prisões e a demolição explosiva do distrito criminoso da cidade. Trabalhando com a polícia francesa, Oberg supervisionou uma resposta menor de 6.000 prisões, 20.000 pessoas deslocadas e destruição parcial da área do porto.  Em 1944, Oberg bloqueou uma tentativa de estabelecer um Einsatzkommando da Waffen-SS na França.   Em 10 de março de 1945, tornou-se General da Waffen-SS. 

### Julgamento, sentença e indulto do pós-guerra
Oberg foi capturado em junho de 1945 nas montanhas perto de Kitzbühel pelos militares dos EUA. Ele estava disfarçado de soldado raso do exército austríaco. Ele foi condenado à morte por um tribunal britânico antes de receber outra sentença de morte dos franceses em outubro de 1954. Em 10 de abril de 1958, a sentença foi comutada para prisão perpétua pelo presidente francês Vincent Auriol, e seu sucessor, René Coty, reduziu-a ainda mais para 20 anos de trabalhos forçados em 1959.  Em 20 de novembro de 1962, Oberg foi finalmente perdoado pelo presidente Charles de Gaulle e libertado em 28 de novembro de 1962.   Oberg foi então repatriado para Flensburg, no norte do estado alemão de Schleswig-Holstein, na época, segundo o Die Zeit, um reduto de ex-nazistas e membros da SS (Ratline North). 

## Lista de Promoções
| Promoções de Oberg | Promoções de Oberg                            |
| Data               | Patente                                       |
| ------------------ | --------------------------------------------- |
| Setembro de 1933   | SS-Obersturmführer                            |
| Março de 1934      | SS-Hauptsturmführer                           |
| Junho de 1934      | SS-Sturmbannführer                            |
| Julho de 1934      | SS-Obersturmbannführer                        |
| Abril de 1935      | SS-Standartenführer                           |
| Abril de 1939      | SS-Oberführer                                 |
| Março de 1942      | SS-Brigadeführer e Major-General da Polícia   |
| Abril de 1943      | SS-Gruppenführer e Tenente-General da Polícia |
| Agosto de 1944     | Obergruppenführer e General da Polícia        |
| 1945               | General da Waffen-SS                          |